# Reservebecken Alfhausen-Rieste
Das Reservebecken Alfhausen-Rieste ist eine als Hochwasserrückhaltebecken ausgelegte Talsperre für das Einzugsgebiet der Hase und Teil des Hochwasserrückhaltebeckens Alfhausen-Rieste, zu dem auch das als Alfsee bezeichnete Hauptbecken gehört. Das Hochwasserrückhaltebecken Alfhausen-Rieste befindet sich im Landkreis Osnabrück zwischen Bramsche und Bersenbrück. Das Reservebecken Alfhausen-Rieste nordöstlich des Hauptbeckens ist Teil des Naturschutzgebietes „Hochwasserrückhaltebecken Alfhausen-Rieste“.

## Reservebecken
Das gesamte Reservebecken inklusive der Dämme umfasst eine Fläche von 152,5 Hektar, der Bereich innerhalb der Dämme, der unter Naturschutz steht, ist 123 Hektar groß. Die Beckensohle liegt bei rund 35,00 bis 37,00 m ü. NN, die Höhe der Dämme, deren Kronenbreite sich auf 4 m beläuft, beträgt 43,75 m ü. NN. Der nutzbare Stauraum beträgt bei einem Höhenstau bei 41,75 m ü. NN 8,1 Mio. m³
Das Reservebecken wird vom 1,15 km langen Durchleiter zwischen dem Ausgleichs- und dem Auslaufsbauwerk durchflossen. Über den Durchleiter können rund 30 m³ Wasser pro Sekunde aus dem Alfsee abgeführt werden. Das Becken wird nur bei besonders großen Hochwässern geflutet, wenn der 12,7 Mio. m³ große Stauraum des Hauptbecken erschöpft ist und das Wasser nicht über die Hase abgeleitet werden kann.

## Naturschutzgebiet
Das Reservebecken Alfhausen-Rieste  ist ein ehemaliges Naturschutzgebiet in der niedersächsischen Gemeinde Alfhausen in der Samtgemeinde Bersenbrück im Landkreis Osnabrück. Das ehemalige Naturschutzgebiet mit dem Kennzeichen NSG WE 210 ist 123 Hektar groß. Es ist zum größten Teil Bestandteil des EU-Vogelschutzgebietes „Alfsee“. Das Gebiet stand seit dem 21. Dezember 1991 unter Naturschutz. Zum 1. April 2015 ging es im neu ausgewiesenen Naturschutzgebiet „Hochwasserrückhaltebecken Alfhausen-Rieste“ auf. Zuständige untere Naturschutzbehörde war der Landkreis Osnabrück.
Das ehemalige Naturschutzgebiet liegt zwischen Alfhausen und Rieste nordöstlich des Alfsees. Es ist geprägt von einem See etwa in der Mitte des Schutzgebietes, der von Feuchtgrünland und Bruch- und Auwäldern mit weiteren Stillgewässern umgeben ist. Das Grünland wird insbesondere für die Mahd, teilweise auch als Weide, extensiv genutzt. Das Gebiet dient einer Vielzahl von Vögeln als Nahrungs-, Rast- und Brutgebiet.